# NGC 6028
NGC 6028是一個棒狀的透鏡星系和環星系，距離大約在 2 億光年之外，位置在星座武仙座。像NGC 6028這樣的環狀星系因為它們可能與原型霍格天體有相似之處，也被稱為霍格型星系。NGC 6028是天文學家威廉·赫歇爾於1784年3月14日發現的。

## 物理特性
NGC 6028 由一個發光的核心組成，周圍環繞著一個較暗的外環。與霍格天體不同的是NGC 6028 的核心被拉長，表明在透鏡狀結構中存在嵌入微弱的棒條。星系的外環在結構上看起來是不對稱的，可能是由緊密纏繞的旋臂組成。 觀察到的不對稱性可能是一條臂在電離氫區中比另一條臂更豐富的結果。

## 集團成員
NGC 6028似乎位於武仙座星系團中。然而，NGC 6028並不是該星系團的成員，而是屬於一個被稱為G47的前景星系群。

## 外部連結
- WikiSky上关于NGC 6028的内容：DSS2, SDSS, GALEX, IRAS, 氢α, X射线, 天文照片, 天图, 文章和图片

| 天文學目錄       | 天文學目錄                                                | 天文學目錄 |
| ---------------- | --------------------------------------------------------- | ---------- |
| NGC天體表：      | NGC 6026 - NGC 6027 - NGC 6028 - NGC 6029 - NGC 6030      |            |
| 主要星系目录：   | PGC 56714 - PGC 56715 - PGC 56716 - PGC 56717 - PGC 56718 |            |
| 乌普萨拉总目录： | UGC 10133 - UGC 10134 - UGC 10135 - UGC 10136 - UGC 10137 |            |